# کتاب سبز
کتاب سبز راننده سیاهپوست (انگلیسی: The Negro Motorist Green Book) معروف به گرین بوک، کتاب راهنمایی بود که سالانه برای مسافران جاده‌ای آمریکایی سیاهپوست چاپ می‌شد و به آن‌ها کمک می‌کرد در دوران قوانین جیم کرو از تبعیض در امان بمانند. ویکتور هوگو گرین، یک پستچی اهل نیویورک، این کتاب را پایه‌گذاری کرد و آن را از سال ۱۹۳۶ تا ۱۹۶۶ چاپ می‌کرد. در این دوران تبعیض قانونی و آشکار به‌طور گسترده علیه غیر سفیدپوستان به‌خصوص افراد آفریقایی آمریکایی اعمال می‌شد. اگرچه تبعیض نژادی فراگیر و فقر مانع مالکیت خودروی شخصی توسط سیاهپوستان می‌شد، طبقه متوسط نوظهور سیاهپوست در اولین فرصت ممکن خودرو می‌خریدند. این افراد با دردسرها و خطرات گوناگونی در جاده رو به رو می‌شدند؛ از منع دریافت غذا و محل سکونت تا بازداشت بی‌اساس. به همین دلیل گرین این راهنما را نوشت تا خدمات و مکان‌هایی را معرفی کند که با سیاهپوستان نسبتاً دوستانه برخورد می‌کردند. گرین در نهایت پوشش راهنمای خود را از منطقه نیویورک به بیشتر آمریکای شمالی گسترش داد و آژانس مسافرتی خودش را تأسیس کرد.
بسیاری از سیاهپوستان تاحدی برای پیشگیری از جداسازی نژادی در ترابری عمومی به رانندگی شخصی روی آوردند. همان‌طور که جرج اسکایلر در ۱۹۳۰ می‌نویسد: «همه سیاهپوستانی که توانایی خرید خودرو دارند در اولین فرصت ممکن این را انجام می‌دهند، تا از ناراحتی، تبعیض، جداسازی و توهین خلاص شوند.» سیاهپوستان آمریکایی که در عرصه ورزش، سرگرمی و فروش فعال بودند نیز به‌طور متداول برای اهداف کاری سفر می‌کردند.

## برای مطالعهٔ بیشتر
- Flood, Alison (December 19, 2017). "Travel guides to segregated US for black Americans reissued". The Guardian. Retrieved December 19, 2017.
- Cook, Lisa D. , Maggie E.C. Jones, David Rosé, Trevon D. Logan. 2020. "The Green Books and the Geography of Segregation in Public Accommodations." NBER paper.
- Monahan, Meagan K. (January 3, 2013). "The Green Book: A Representation of the Black Middle Class and Its Resistance to Jim Crow through Entrepreneurship and Respectability". Williamsburg, VA: The College of William & Mary. Archived from the original on April 10, 2015.
- Monahan, Meagan K. (Autumn 2016). "The Green Book: Safely Navigating Jim Crow America". The Green Bag.
- Pilkington, Ed. "From the Green Book to Facebook: How Black People Still Need to Outwit Racists in Rural America," The Guardian, Feb. 11, 2018.